# تيوردريث (كورنوال)
تيوردريث (بالإنجليزية: Tywardreath)‏ هي قرية تقع في المملكة المتحدة في كورنوال.